# Скръб
Скръбта е отговор на загубата, конкретно загубата на някого, който е починал, с когото е изградена емоционална привързаност. Въпреки че принципно скръбта се фокусира върху емоционалния отговор на загубата, тя има и физически, когнитивни, поведенчески, социални, културни, духовни и философски измерения.

## Етимология
Думата скръб има старобългарски произход.

## Класификация
Скръбта, свързана със смъртта, е сходна при повечето хора като цяло, но отделните хора скърбят и във връзка с разнообразни загуби през живота си, като например загуба на работно място, сериозни здравословни проблеми, или край на връзка. Загубите могат да се категоризират като физически или абстрактни: физическите загуби са свързани с неща, които могат да се докоснат или измерят – като загубата на близък човек, докато други видове загуба са абстрактни и са свързани с аспекти на социалните взаимодействия на личността.